# Ямбулатово (Чувашия)
 Ямбула́тово  (чув. Анаткас Тушкил) — деревня в Янтиковском муниципальном округе Чувашской Республики. До преобразования Янтиковского района в муниципальный округ в 2022 году входила в состав Шимкусского сельского поселения.

## География
Находится в восточной части Чувашии на расстоянии приблизительно 10 км на восток-северо-восток по прямой от районного центра  — села Янтиково.

## История
Известна с 1646 года. Число дворов и жителей: в 1645-46 — 24 двора, 75 мужчин; в 1721 — 57 муж.; в 1795 — 48 дворов, 301 житель, в 1858 году — 518 жителей, в 1897 году — 991 житель, в 1926 году — 172 двора, 910 жителей, в 1939 году — 1132 жителя, в 1979 году — 876 жителей. В 2002 году было 219 дворов; в 2010 году — 191 домохозяйство. В годы коллективизации работал колхоз «Звезда», в 2010 СХПК «Шимкусский».

## Население
| 2010 | 2012 |
| ---- | ---- |
| 562  | ↗620 |

Население составляло 654 человека (преобладающая национальность — чуваши, 99 %) в 2002 году.